# Alexander Arguelles
Alexander Sabino Argüelles (ur. 30 kwietnia 1964 w Chicago) – amerykański poliglota pochodzenia meksykańskiego, znający ponad 50 języków. Urodził się w rodzinie, w której ojciec był poliglotą. W wieku 24 lat rozpoczął naukę języka niemieckiego, aby przeczytać w oryginale książki ulubionych niemieckich pisarzy. Na naukę poświęcał kilkanaście godzin dziennie.
Argüelles w celu szybszej nauki uczył się naraz ośmiu języków w trybie 15-minutowym.

## Ważniejsze publikacje
- Alexander Argüelles i Jong-Rok Kim (2000). A Historical, Literary and Cultural Approach to the Korean Language. Seul: Hollym.
- Alexander Argüelles i Jong-Rok Kim (2004). A Handbook of Korean Verbal Conjugation. Hyattsville, Maryland: Dunwoody Press.
- Alexander Argüelles (2007). Korean Newspaper Reader. Hyattsville, Maryland: Dunwoody Press.
- Alexander Argüelles (2010). North Korean Reader. Hyattsville, Maryland: Dunwoody Press.
- Alexander Argüelles (1999). 프랑스동사변화안내: La Conjugaison des Verbes. Seul: 신아사.
- Alexander Argüelles (2006). English French Spanish German Dictionary. Bejrut, Liban: Librairie du Liban.